# Willibrord

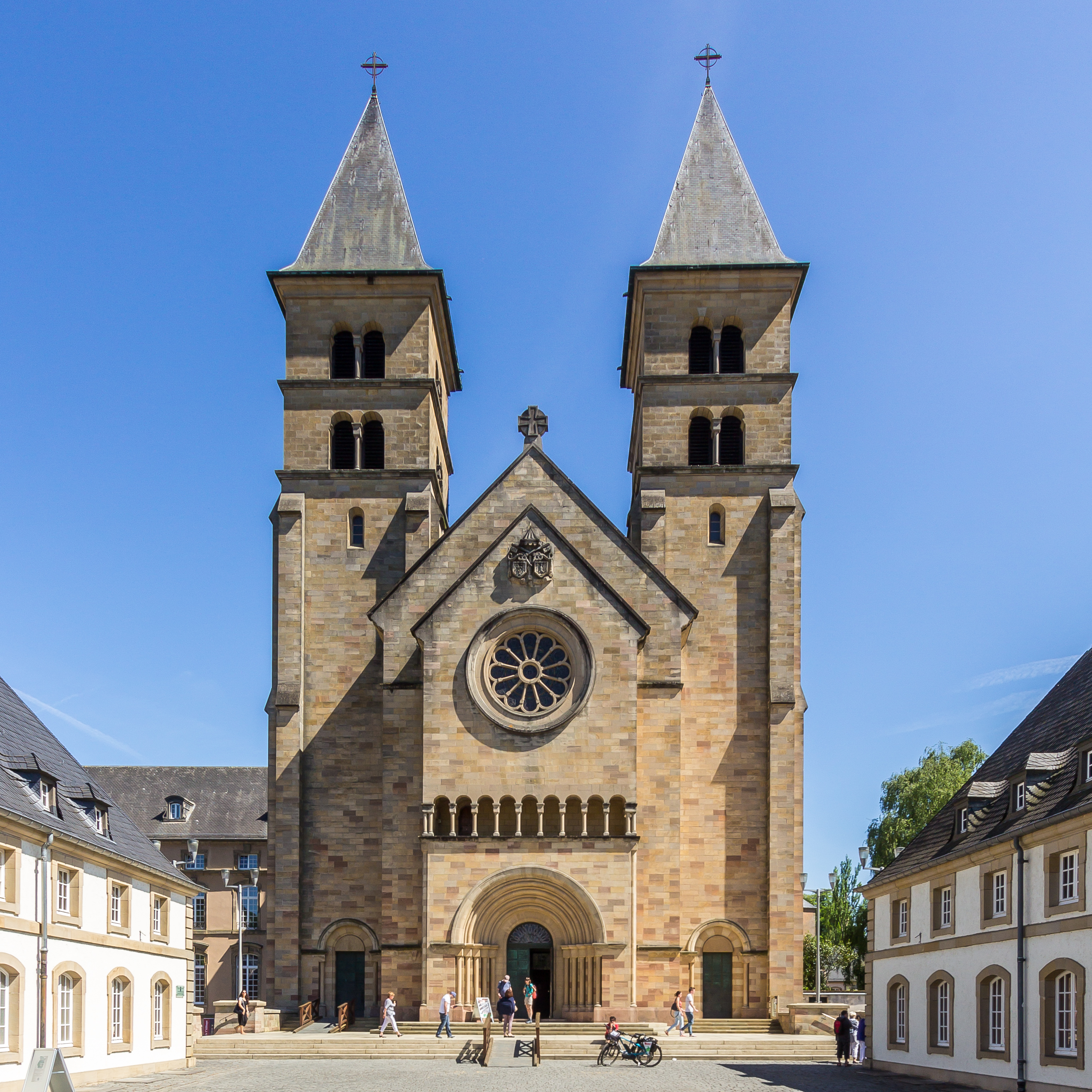
Abdij van Echternach waar Willibrord ligt begraven

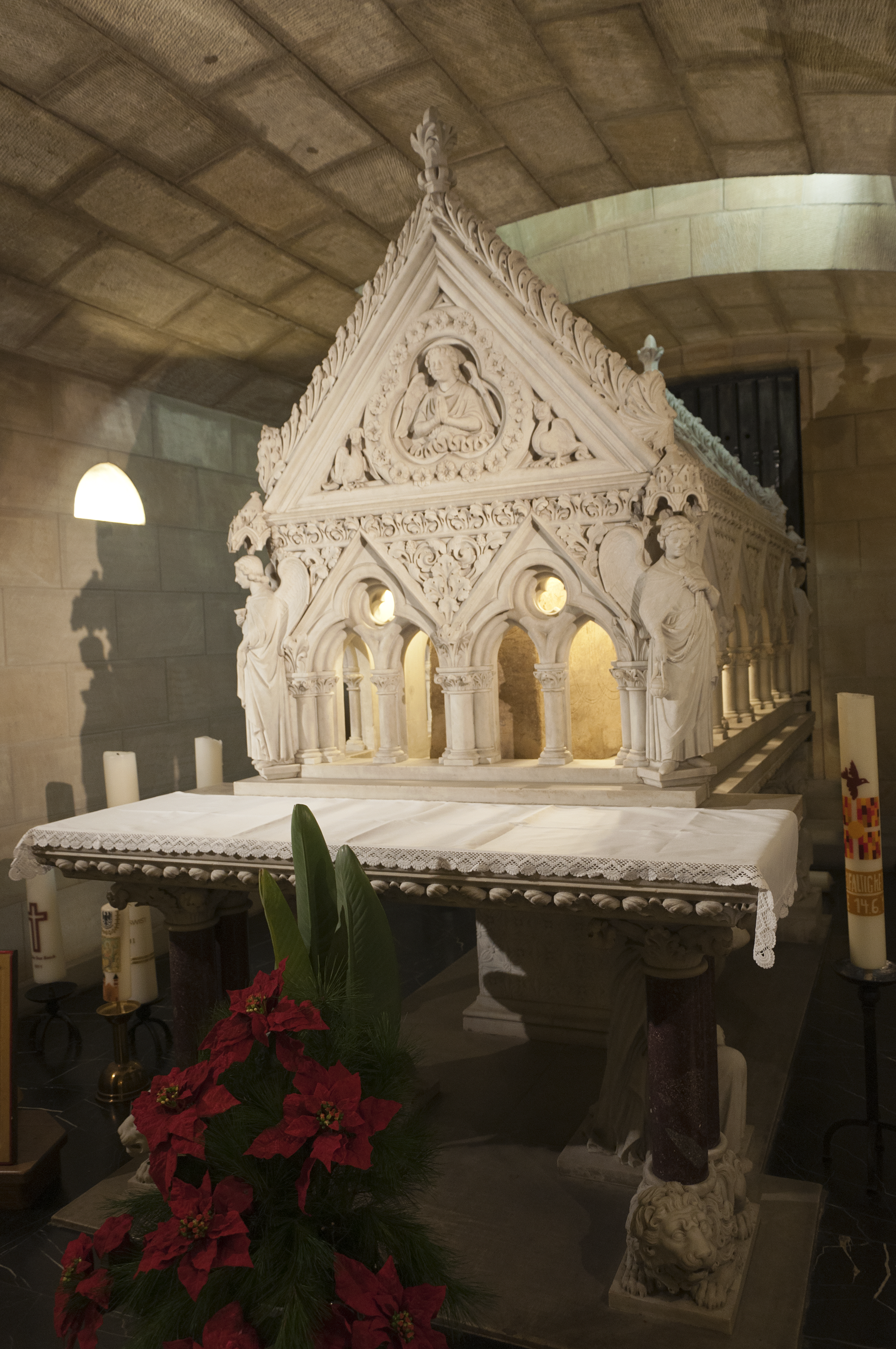
De graftombe van Willibrordus in de crypte van de abdijkerk

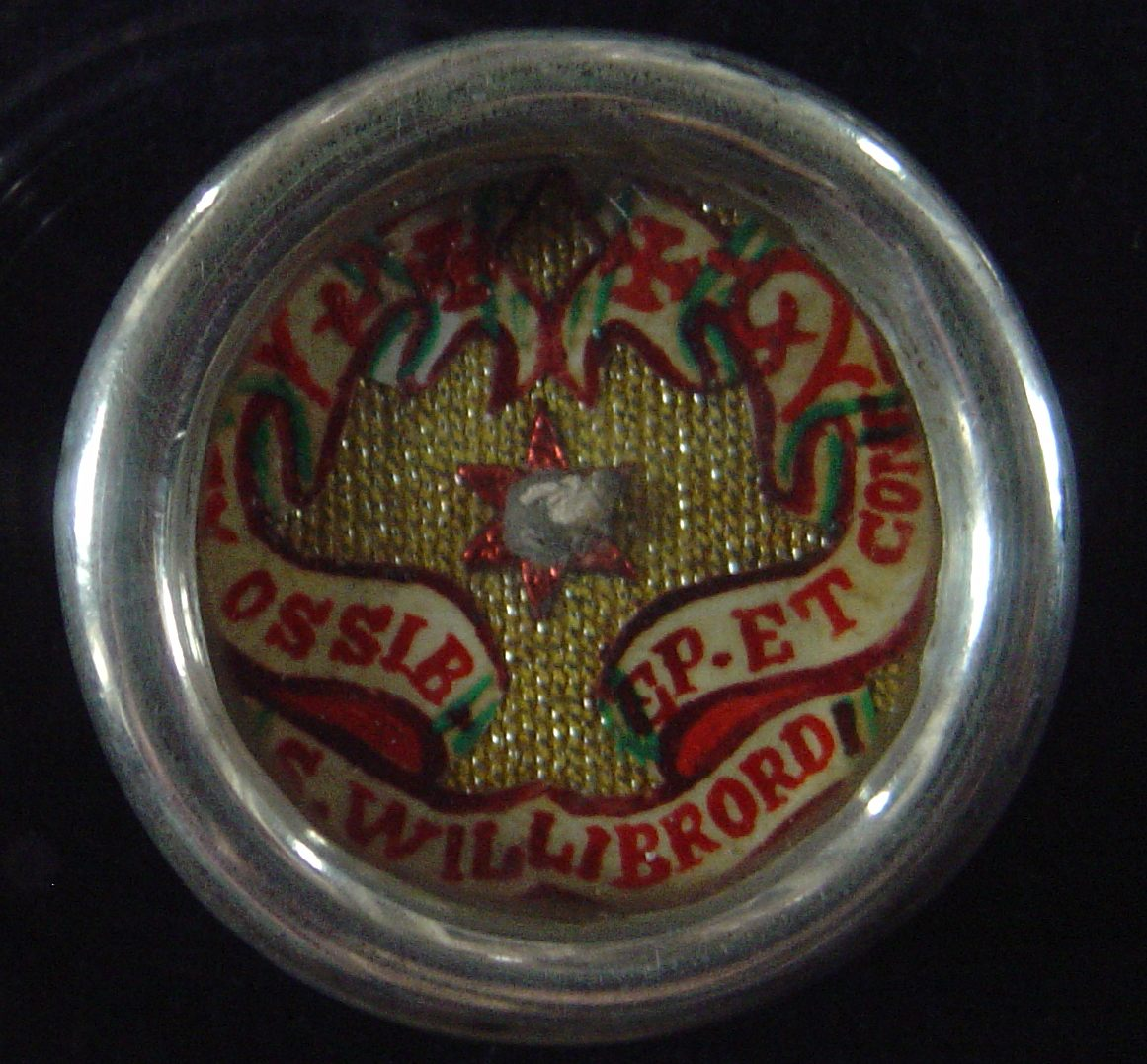
Een reliek van de botten van Willibrordus, bewaard in de Sint-Willibrorduskerk te Deurne.

Clemens Willibrord, meestal kortweg Willibrord of Willibrordus genoemd (Northumbria, omstreeks 658 – Echternach, 7 november 739) is een christelijke heilige. Hij was aartsbisschop en missionaris (van Angelsaksische afkomst). Willibrord staat ook bekend als de "apostel der Friezen", soms ook als "apostel van de Lage Landen".

## Levensloop

### Opleiding tot priester
Willibrord werd geboren als zoon van pas bekeerde ouders en werd als zevenjarige jongen door zijn vader Wilgis als oblaat toevertrouwd aan het benedictijnerklooster van Ripon nabij York in Engeland, voordat zijn vader zelf als kluizenaar ging leven. In Ripon groeide Willibrord op onder invloed van Sint-Wilfridus, de bisschop van York. Wilfrid verzette zich tegen de toen heersende Iers-Keltische traditie en was als benedictijnse abt een voorstander van de Romeinse ritus. De Iers-Keltische traditie had een voorliefde voor 'zwervende' evangelieverkondiging, terwijl de Benedictijnen voor stabilitas loci waren, 'standvastigheid van verblijfplaats'. Toen hij vijftien was legde Willibrord de gelofte af, kreeg het monnikshabijt en de tonsuur. Bij hem groeide de wens op pelgrimstocht, peregrinatio, te gaan. Eind 677, begin 678, op zijn 20e, vertrok Willibrord naar Ierland. In de Abdij van Rathmelsigi onderwierp hij zich onder abt Egbert aan een regime van strenge tucht. Hij zou er dertien jaar blijven. Willibrord was er getuige van Egberts gestrande missie naar Frisia en de vruchteloze Friese missie van Wigbert. Tien jaar later, hij was toen 30 jaar oud, werd hij daar in 688 tot priester gewijd.
In 689 behaalde de Frankische hofmeier Pepijn van Herstal een grote overwinning op de Friese koning Radboud en kreeg Frisia citerior (het gebied ten zuiden van de Rijn) in handen. Willibrords wens om de Friezen te bekeren kon nu in vervulling gaan.

### Aartsbisschop der Friezen
Volgens de latere schrijver Alcuinus was Willibrord toch niet vervuld van de geest van "peregrinatio", de mystieke wens om het aardse thuis te verruilen voor de bekering van heidense volken, zoals Bonifatius. Willibrord trok niet als de peregrini alleen of met metgezellen de onbekeerde binnenlanden in. Alcuinus verdeelde de martelaren in 'rode martelaren' en 'witte martelaren'. Rode martelaren predikten fel het evangelie en stierven er voor. Witte martelaren aanvaardden de 'bisschoppelijke waardigheid' en rustten in vrede na hun prediking. Volgens Alcuinus behoorde Willibrord tot deze tweede groep. Willibrord reisde in de herfst van 690 met elf of twaalf gezellen, onder wie Werenfried van Elst, via het huidige Katwijk, bij de monding van de Rijn, naar Friesland om het voorbeeld te volgen van Jezus Christus die rondtrok om zijn boodschap te verkondigen. Maar Willibrord landde in werkelijkheid bij de Scheldemonding, de oude grens tussen het Frankenrijk en Frisia. Willibrord begon daar met zijn kersteningsmissie van de Friezen, die zich soms tegen de kerstening hadden verzet.
Van daaruit bezocht Willibrord een groot gebied dat zich uitstrekt van de Lauwerszee tot België en Luxemburg toe.

#### Steun
In tegenstelling tot de missioneringpraktijk van de Iers-Schotse monniken, die bij de evangelisatie 'geen systeem' hanteerden, organiseerde Willibrord zijn missionering pragmatisch en doordacht. Zo zocht hij eerst de volmacht en bescherming van de Pepinidische hofmeier Pepijn van Herstal, die rond 690 het tot dan toe Friese rivierengebied rondom Utrecht en Dorestad op de Friese koning Radboud had veroverd. De Frankische vorsten hebben Willibrord als een 'bruikbaar instrument' beschouwd om het Friese land bij het Frankische rijk in te lijven. Ook verzekerde hij zich, op Pepijns aandringen, van pauselijke goedkeuring, zegening en mandaat. Na twee moeilijke reizen naar Rome werd hij in 695 door paus Sergius I tot bisschop gewijd en tot 'Aartsbisschop der Friezen' (Archiepiscopus Frisonum) benoemd, waarbij een voormalig Romeins fort in de Utrechtse binnenstad zijn zetel werd. Willibrord werd niet, op instigatie van Pepijn, aartsbisschop van Utrecht. Utrecht was nog te onbeduidend en Aartsbisschop der Friezen paste in de 'inlijvings- en bekeringsstrategie' van Pepijn van Herstal. Met Willibrord als Aartsbisschop kon Pepijn veroverd gebied kerkelijk indelen en besturen. Bij zijn wijding kreeg Willibrord van de paus de voornaam Clemens toegekend, die Willibrord echter zelden heeft gebruikt, dit in tegenstelling tot Bonifatius, die daarmee zijn verbondenheid met de paus en Rome tot uitdrukking bracht. Willibrord was meer 'Franken-gezind' en dit zou in 722 leiden tot de pijnlijke en definitieve breuk tussen Willibrord en Bonifatius, al zou laatstgenoemde in zijn 'bedenkelijke' brief van 753 de zaak anders voorstellen.

#### Bouw en beheer
Na terugkeer van zijn tweede reis naar Rome werd het Willibrords taak het door Friezen verwoeste Utrechtse kerkje van koning Dagobert I te herbouwen. Hij bouwde twee kerken op het huidige Domplein, de plek van het vroegere Romeinse castellum. Het herbouwde kerkje werd opnieuw gewijd aan de heilige Martinus van Tours, de schutspatroon van de Frankische koningen. De tweede, nieuwe kerk werd gewijd aan Sint Salvator, waar de relieken werden ondergebracht die hij uit Rome had meegenomen. Op het Domplein liet hij ook een klooster bouwen met een school.
Door de steun van Pepijn van Herstal kreeg Willibrord van de Frankische adel een groot aantal landgoederen. Het Liber Aureus, een 12e-eeuwse kopie van de oorkonden waarbij aristocraten in het begin van de 8e eeuw bezit schenken aan Willibrord, wordt in de abdij van Echternach bewaard. Hij schonk het verder aan de abdij.
Hij was de oprichter en bouwer van veel kerken en kloosters. Willibrord ontving in 698 de eerste helft van een groot landgoed van Irmina van Oeren, een abdis nabij Trier. Irmina was de moeder van Plectrudis, de vrouw van Pepijn van Herstal. Toen Pepijn van Herstal hem later ook het resterende deel van dit landgoed schonk, was Willibrord in staat om de Abdij van Echternach te stichten. In deze abdij bereidde hij zijn missietochten naar Frisia, Thüringen en Denemarken voor. Hij kreeg grote schenkingen in het gebied van Maas, Moezel en Sure. Andere grote goederen verwierf Willibrord onder meer in Susteren, Boxtel, Vianden, Prüm en Hilvarenbeek. De schenkingen tonen aan dat de noordelijke grens van Willibrords missiegebied in de omgeving van Heiloo en Egmond lag. Meer naar het zuiden verwierf hij goederen in Velsen, Oegstgeest en Breukelen. Daardoor had Willibrord veel werk aan beheer, bestuur en bouw van kerken en kapellen. Avonturen op vreemde kusten, zoals een spectaculaire bekeringsexpeditie naar het eiland Forsiteland in het grensgebied tussen de Friezen en de Denen, pasten dan ook niet in het optreden van de behoedzame Willibrord, die missioneerde 'aan de leiband van de Franken'.
Na de dood van Pepijn van Herstal in december 714 brak in het Frankisch koninkrijk de Frankische Burgeroorlog uit tussen Neustrië, de westelijke deelstaat en Austrasië in het oosten. Hierdoor was Radboud, die voor Neustrië partij koos, in de gelegenheid om zijn verloren gebieden in Midden-Nederland, waaronder Utrecht, weer te heroveren. Alles wat Willibrord in Utrecht had opgebouwd, werd verwoest. Alcuïnus laat dat onvermeld. Met zijn vloot drong Radboud door tot Keulen, waar hij Karel Martel in 716 een nederlaag toebracht. Het jaar daarop versloeg Martel de Friezen in een bloedige strijd bij Dorestad. Pas toen Karel Martel Utrecht definitief veroverd had op Radboud, kon Willibrord zich blijvend in Utrecht vestigen. Pas in 734 gaven de Friezen het gebied ten westen van de Lauwers aan de Franken prijs. In 719 ontving Willibrord bezoek van Bonifatius, die na een verblijf van drie jaar in Utrecht naar de Germaanse landen vertrok om daar de bevolking te kerstenen.

#### Laatste levensjaren

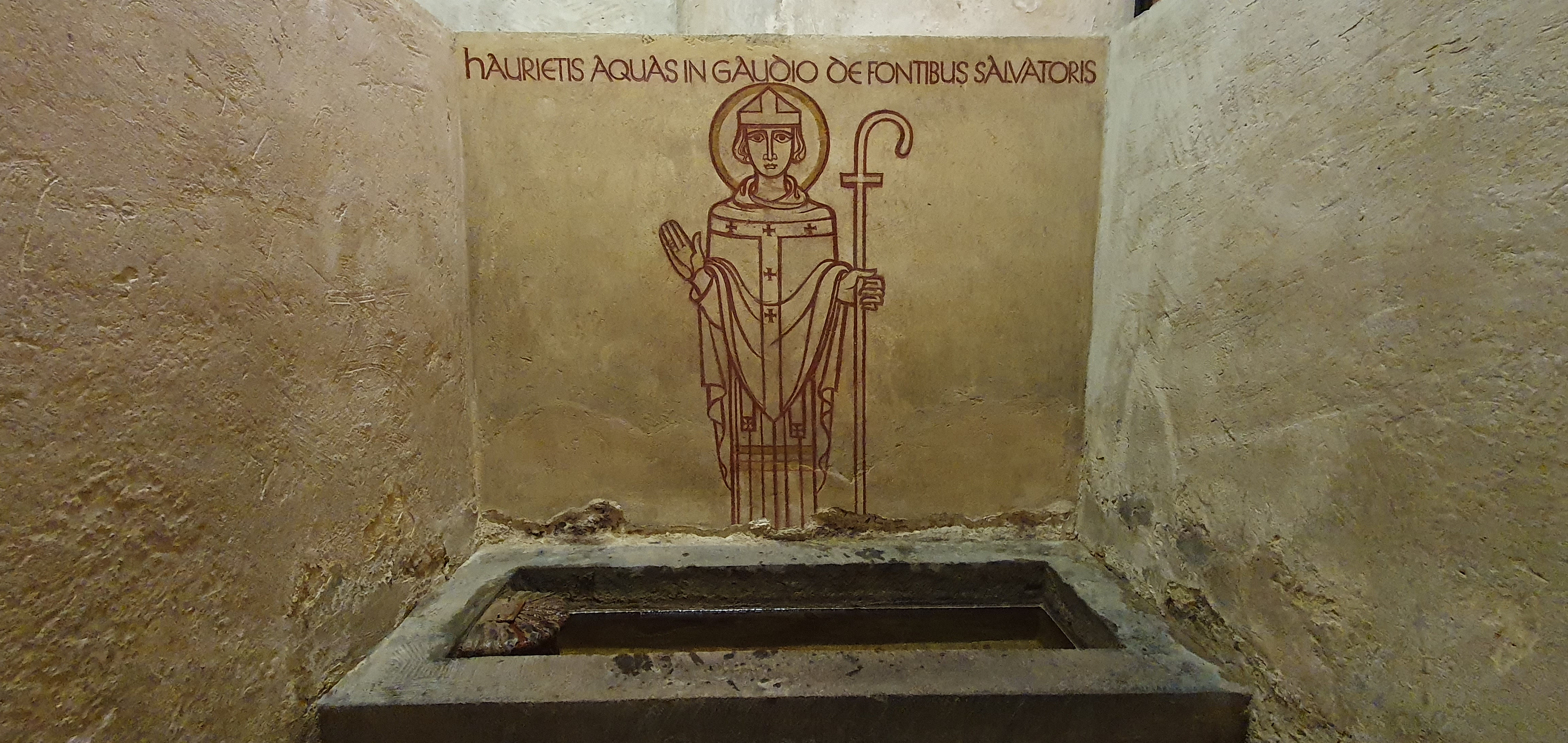
Willibrordusbron in de crypte

Willibrord raakte hechter met Echternach verbonden. Hij wenste zijn immense bezit, dat hij verworven had, bij zijn dood aan de kerk en het klooster van Echternach na te laten. Willibrord maakte in de kantlijn van een kalender een aantekening, betreffende de belangrijkste data van zijn missioneringswerk: zijn aankomst in 690 in Francia en bisschopswijding in 695, eindigend met de zinsnede "in Dei nomine feliciter" (in de naam van God gelukkig).
Willibrord stierf op 81-jarige leeftijd en werd op eigen verzoek begraven in Echternach. Heden ligt Willibrords graf in de crypte van de basiliek van de Abdij van Echternach. In de crypte is ook de Willibrordusbron te vinden. Een zogenaamd heilzame bron die door Willibrord zelf geslagen werd.

## Missioneringswijze
Willibrord stelde zich bij zijn missie in dienst van het naar expansie strevende katholieke Frankische rijk van Pepijn van Herstal. In de voetsporen van diens veroveringen probeerde Willibrord in de veroverde gebieden het katholicisme te verspreiden. Daarbij gebruikte hij desnoods geweld tegen heidense heiligdommen.
Volgens Beda verkreeg Willibrord bij zijn bezoek rond 691 aan paus Sergius naast zijn toestemming te preken tevens relieken van heilig verklaarden, die hij kon gebruiken na de vernietiging van afgodsbeelden. Ervaring had geleerd dat relieken van grote betekenis konden zijn in de missiearbeid: ze verkleinden de afstand in de verschillende belevingswerelden van christenen en ongekerstenden; de wonderverhalen spraken de mensen aan; de verering van relieken stond niet ver af van die van amuletten en heilige bomen; relieken gaven de eigenaar of drager 'iets van heiligheid' en respect. In 752/753 schreef Bonifatius een brief aan paus Stefanus II, waarin hij vermeldde dat Willibrord de Friese heidense heiligdommen en tempels had vernietigd. Ook in de hagiografie van Alcuin uit circa 795 staan twee verhalen dat Willibrord heidense heiligdommen niet ontzag. In het eerste verhaal zou Willibrord met een gezelschap bij Walcheren zijn aangekomen. Willibrord zou aldaar vervolgens een heidens afgodsbeeld hebben verbrijzeld. De bewaker van het heiligdom die dat met het zwaard wilde verhinderen, werd daarop bijna door Willibrords gezelschap vermoord. Tevens zou Willibrord op Fositeland (waarschijnlijk het huidige Helgoland, of misschien Ameland (Fostaland)) zich aan de door de heidenen als heilig beschouwde waterbron, de Friese god Fosite en het vee hebben vergrepen. Schrijvers van hagiografieën deden overigens destijds niet uitsluitend historisch verslag en er vond gebruikmaking plaats uit hagiografieën van oudere heiligen. Het vernielen van zulke heiligdommen door heiligen is een "standaardhandeling".
In de legendes over Willibrord spelen waterbronnen en putten (bijvoorbeeld die van Heiloo) een grote rol omdat het christendom tegenover de natuurverering van de Germanen stelt dat Christus de enige en eeuwige bron is. Het Germaanse heidendom zelf werd sterk bepaald door natuurverering met heilige bomen, stenen en water als levensbron.

## Verering
Al gauw na zijn dood werd Willibrord in Echternach als heilige vereerd. Zijn graf groeide uit tot pelgrimsplaats, zodanig dat in 800 de bescheiden Merovingische kerk al plaats moest maken voor een grotere Karolingische kerk van 60 meter lang met drie zijbeuken. Er zijn twee hagiografieën over hem geschreven, de eerste rond 795 door Alcuin en de tweede, 300 jaar later, door Abt Thiofrid. Deze verhalen onder andere legendes en noemen wonderen rond Willibrord zodat hij aanzienlijk aan roem en verering won in de Europese kloosters aan deze kant van de Alpen. De Willibrordsputten en bronnen die zijn bekeringswerk op zijn "peregrinatio" markeerden, bezocht men ter genezing van zenuwaandoeningen, vooral die van kinderen. Vandaag nog dragen veel kerkparochies in België, Nederland en langs de Beneden-
Rijn (Niederrhein), die verbonden waren met het klooster van Echternach, de naam Sint-Willibrordus. Een voorbeeld daarvan zijn de parochies Berchem, Eersel, Deurne en Bakel, waar gronden en goederen aan Willibrord werden geschonken.

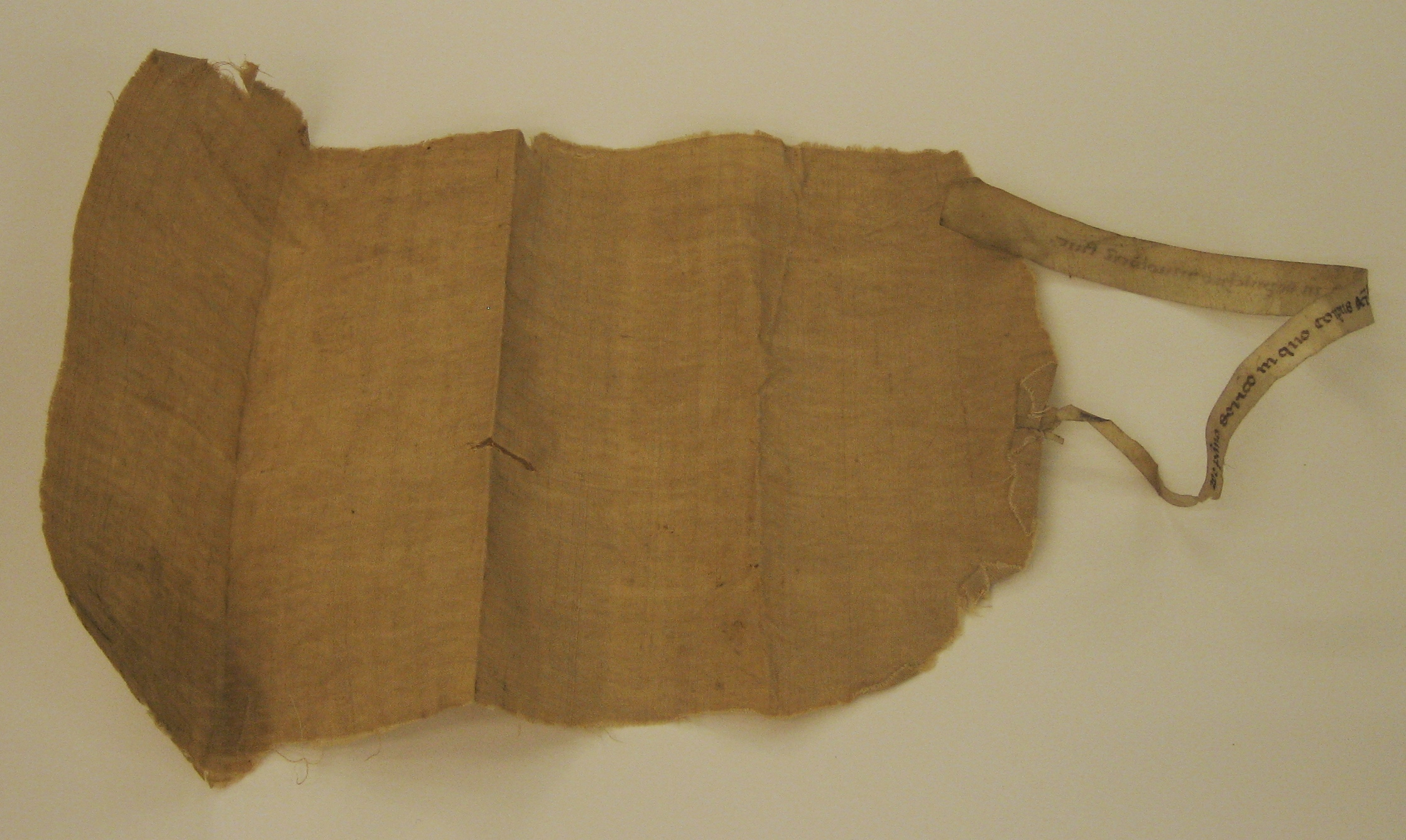
Reliek van de lijkwade van Willibrord, bewaard in Museum Catharijneconvent, Utrecht

In de reliekenschat van de Dom van Utrecht bevonden zich in 1525 relieken van bisschop Willibrord, bestaande uit fragmenten van zijn vlees, botten, kazuifel en schoeisel, bewaard in een met fijn linnen omwikkeld en met N gemerkt etui. Sinds 2002 vindt er weer een jaarlijkse processie in Utrecht plaats waarbij een reliekschrijn met enkele delen van het gebeente van Willibrord wordt rondgedragen door de stad.
Bedevaartgangers die in Echternach deelnemen aan de springprocessie, tonen ook nu nog hun trouw aan de patroonheilige. Het 'springen' bestaat uit verende stappen naar voren, afwisselend met de linker- en de rechtervoet, door sommigen aangevuld met kleine tussenpas en zelfs een schop of 'kick'. Sinds 1947 wordt niet meer gelopen met drie passen voorwaarts en twee achterwaarts, de zogenaamde 'berendans'. Die berendans leidde door het grote aantal deelnemers tot chaos. Elk jaar vindt deze processie met duizenden deelnemers (ongeveer acht- tot twaalfduizend) en bezoekers plaats op de dinsdag na Pinksteren ter nagedachtenis aan Willibrord.

## Bronheilige
Naast Willibrordus behoort ook Servaas van Maastricht tot de bekende Nederlandse bronheiligen. Andere heiligen die in verband worden gebracht met bronnen zijn onder meer Paulus, Bonifatius en Livinus.
Veel kerken en scholen dragen de naam van Sint-Willibrord. Zo is het Nederlandse dorp Sint Willebrord naar hem vernoemd, evenals een waterput in het Zeeuwse Zoutelande. Langs de zijtakken van het riviertje de Mark, dat door Breda stroomt, bevinden zich diverse kerken of kapellen gewijd aan Sint-Willibrordus. Voorbeelden zijn: Alphen, Merksplas, Rijkevorsel, Overbroek, Wuustwezel, Klein-Zundert, en Sint-Willebrord.
Hoewel veel van deze stichtingen langs de zijrivieren van de Mark uit de 12e eeuw dateren, hebben de meeste geen directe band met Sint-Willibrord zelf. Uitzonderingen hierop zijn Poppel en Alphen, die in zijn testament worden vermeld. Zo stichtte de abdij van Tongerlo in 1157 de Sint-Willibrorduskerk in Klein-Zundert, wat doet vermoeden dat de Norbertijnen een belangrijke rol speelden in deze kerken.